# Виниште
Виниште (болг. Винище) — село в Болгарии. Находится в Монтанской области, входит в общину Монтана. Население составляет 365 человек.

## Политическая ситуация
В местном кметстве Виниште, в состав которого входит Виниште, должность кмета (старосты) исполняет Алексей Иванов Александров (коалиция в составе 6 партий: Новое время (НВ), Демократы за сильную Болгарию (ДСБ), ВМРО — Болгарское национальное движение, Болгарский земледельческий народный союз (БЗНС), Демократическая партия (ДП), Союз демократических сил (СДС)) по результатам выборов.
Кмет (мэр) общины Монтана — Златко Софрониев Живков (независимый) по результатам выборов.